# Cour d'appel des Territoires du Nord-Ouest
La Cour d'appel des Territoires du Nord-Ouest est le plus haut tribunal des Territoires du Nord-Ouest, l'un des trois territoires du Canada avec le Yukon et le Nunavut.